# کزل (سرده)
کزل (نام علمی: Diplotaenia) یک سرده از خانواده چتریان است. این سرده یا جنس در ایران دو گونه به نام‌های کزل (نام علمی: Diplotaenia damavandica) و کزل جانشیری (نام علمی:  Diplotaenia cachrydifolia) دارد. کزل از گیاهان مرتعی و با ارزش دارویی و انحصاری البرز مرکزی است و تا بحال از هیچ نقطه دیگری جمع‌آوری نشده‌است. کزل جانشیری بومی ایران و آناتولی است.